# Classement mondial de snooker 1992-1993
Classement mondial, des joueurs de snooker du top 32 (et de quelques autres) pour la saison 1992-1993. Les points sont calculés en additionnant les points accumulés lors des deux saisons précédentes (1990-1991 et 1991-1992).
| no  | Nom                 | Pays             |
| --- | ------------------- | ---------------- |
| 1   | Stephen Hendry      | Écosse           |
| 2   | John Parrott        | Angleterre       |
| 3   | Jimmy White         | Angleterre       |
| 4   | Steve Davis         | Angleterre       |
| 5   | Neal Foulds         | Angleterre       |
| 6   | Terry Griffiths     | Pays de Galles   |
| 7   | James Wattana       | Thaïlande        |
| 8   | Gary Wilkinson      | Angleterre       |
| 9   | Nigel Bond          | Angleterre       |
| 10  | Steve James         | Angleterre       |
| 11  | Dennis Taylor       | Irlande du Nord  |
| 12  | Martin Clark        | Angleterre       |
| 13  | Alan McManus        | Écosse           |
| 14  | Alain Robidoux      | Canada           |
| 15  | Willie Thorne       | Angleterre       |
| 16  | Darren Morgan       | Pays de Galles   |
| 17  | Mike Hallett        | Angleterre       |
| 18  | Dene O'Kane         | Nouvelle-Zélande |
| 19  | Dean Reynolds       | Angleterre       |
| 20  | Tony Knowles        | Angleterre       |
| 21  | Ken Doherty         | Irlande          |
| 22  | Tony Jones          | Angleterre       |
| 23  | Joe Johnson         | Angleterre       |
| 24  | Tony Drago          | Malte            |
| 25  | Peter Francisco     | Afrique du Sud   |
| 26  | Doug Mountjoy       | Pays de Galles   |
| 27  | Mark Bennett        | Pays de Galles   |
| 28  | Silvino Francisco   | Afrique du Sud   |
| 29  | Eddie Charlton      | Australie        |
| 30  | Danny Fowler        | Angleterre       |
| 31  | Mark Johnston-Allen | Angleterre       |
| 32  | David Roe           | Angleterre       |
| 47  | Peter Ebdon         | Angleterre       |
| 53  | Joe Swail           | Irlande du Nord  |
| 85  | Anthony Hamilton    | Angleterre       |
| 93  | Dave Harold         | Angleterre       |
| 192 | Fergal O'Brien      | IRL              |
| 209 | Mark King           | Angleterre       |